# Kostel svatého Cyrila a Metoděje (Hrčava)
Římskokatolický kostel svatého Cyrila a Metoděje je dřevěná sakrální památka v obci Hrčava v okrese Frýdek-Místek v Moravskoslezském kraji. Jedná se o prostou jednolodní stavbu roubenou z přesně hraněných trámů, zakončenou trojbokým presbyteriem. Strmá sedlová střecha je kryta eternitem a od průčelí je oddělena podlomenicí (przidaszek). Z tělesa střechy vystupuje v hřebeni nízká čtyřboká věž s vysokou jehlancovitou střechou. Od roku 2023 je chráněn jako jako kulturní památka České republiky.

## Historie
Se stavbou kostela na Hrčavě pod vedením Ing. J. Dostála se začalo na jaře roku 1936 a již 5. července téhož roku byl vysvěcen P. Stanislavem Weissmannem. Autorem naivistické řezbářské výzdoby je Ondřej Zogata, hluchoněmý hrčavský rodák. Od roku 2006 visí ve věži nový zvon. Předcházel mu ocelový zvonek z vížky polské školy v Bukovci.